# Катасэ-Эносима
Станция Катасэ-Эносима  (яп. 片瀬江ノ島駅 катасэ эносима эки) — железнодорожная станция на линии Эносима, расположенная в городе Фудзисава префектуры Канагава.  Станция расположена в 59,9 километра от конечной станции линии Одавара - Синдзюку. Недалеко от станции находится станции Эносима на линии Enoshima Electric Railway (Энодэн) и  Сёнан-Эносима на линии Shonan Monorail.
Здание станции спроектировано в виде стилизованных ворот со специфическим орнаментом и рисунками, символизирующих вход в мифологический подводный дворец-замок Рюгу-дзё властителя морской стихии дракона Рюдзина.

## Планировка станции
2 платформы заливного типа и 3 пути. Здание станции стилизовано под дворец морского дракона Рюгу-дзё, из известной японской легенды про Урасиму Таро.
| 1 | ■ Линия Эносима | Фудзисава, Сагами-Оно, Синдзюку     |
| 2 | ■ Линия Эносима | Фудзисава, Сагами-Оно, Синдзюку     |
| 3 | ■ Линия Эносима | только выход                        |
| 4 | ■ Линия Эносима | Фудзисава, Сагами-Оно, and Синдзюку |

## Близлежащие станции
| «               |               | Линия                                      |               | »                |
| Линия Эносима   | Линия Эносима | Линия Эносима                              | Линия Эносима | Линия Эносима    |
| --------------- | ------------- | ------------------------------------------ | ------------- | ---------------- |
| Фудзисава       |               | Limited Express Enoshima (特急えのしま)    |               | Конечная станция |
| Фудзисава       |               | Limited Express Homeway (特急ホームウェイ) |               | Конечная станция |
| Фудзисава       |               | Rapid Express (快速急行)                   |               | Конечная станция |
| Фудзисава       |               | Express (急行)(10-car)                     |               | Конечная станция |
| Кугэнума-Кайган |               | Express (急行)(6-car)                      |               | Конечная станция |
| Кугэнума-Кайган |               | Local (各駅停車)                           |               | Конечная станция |